# Paul Aust

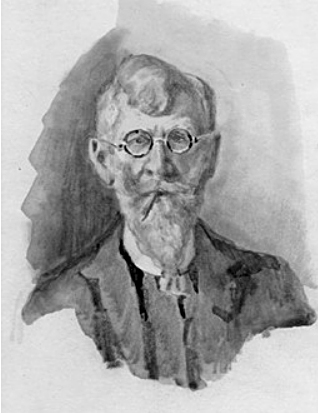
Paul Aust (um 1920)

Paul Aust (* 22. August 1866 in Bad Reinerz, Landkreis Glatz, Provinz Schlesien; † 4. September 1934 in Hermsdorf am Kynast, Landkreis Hirschberg, Provinz Niederschlesien) war ein deutscher Landschaftsmaler, Grafiker und Schriftsteller.

## Leben

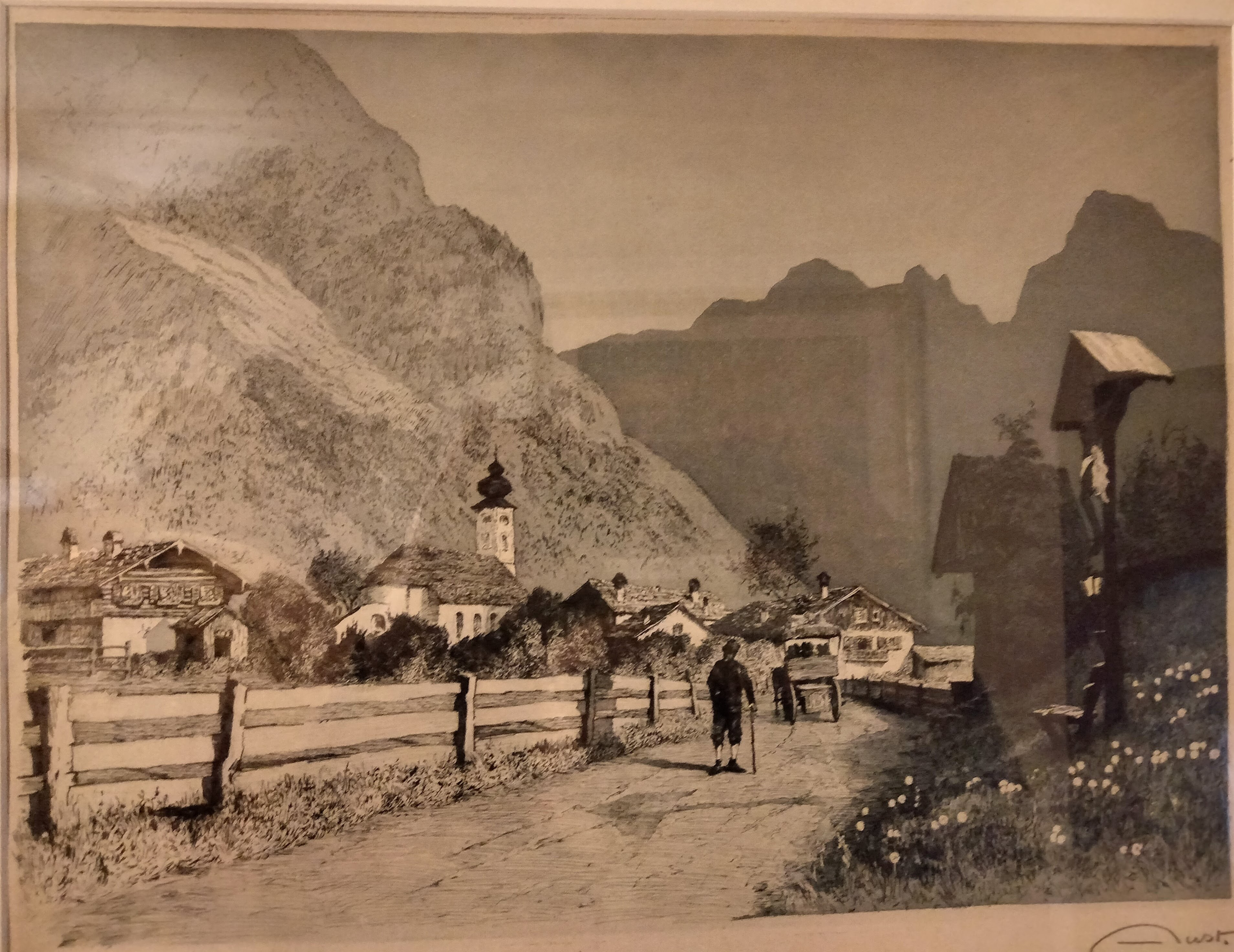
Radierung Unterwössen, wohl 1907–1910

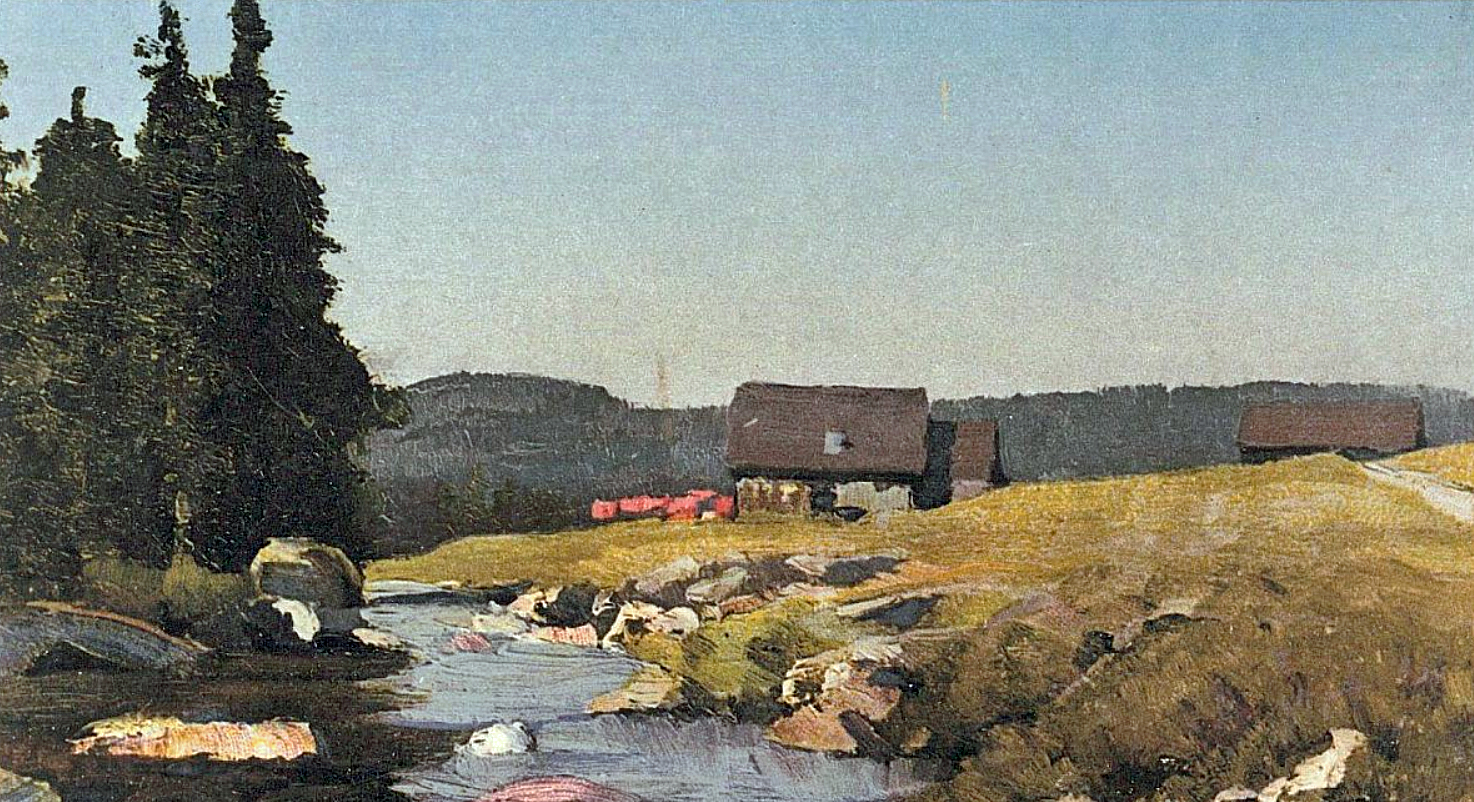
Paul Aust – Groß Iser, um 1920

Blick auf die Schneekoppe vom Großen Teich (1. Hälfte 20. Jh.)

Aust wurde in Bad Reinerz geboren und wuchs im Glatzer Bergland auf. Er studierte zunächst Naturwissenschaften, vor allem Pharmazie, an den Universitäten Berlin, München und Erlangen, wo er 1896 mit der Dissertation „Beiträge zur Kenntnis der metamorphen Kalke des Fichtelgebirges“ promovierte. 1895 vermählte er sich in Heidersdorf mit Marie Kappelt (* 6. November 1867, † 1945) und am 8. Juli 1900 wurden in Nimptsch die Zwillinge Irmingard Aust (1900–1992) und Brigitte Aust (1900–1982) geboren. Von 1901 bis 1907 war er als Apotheker tätig und Inhaber der Stadt-Apotheke in Ostritz, (Oberlausitz).
Danach wandte er sich der Malerei zu und studierte in den Jahren 1907 bis 1910 an der Kunstakademie Dresden und an der Königlichen Akademie der Bildenden Künste in München. Studienreisen unternahm er nach Bayern und Tirol. Ab 1910 lebte er in Hermsdorf unterm Kynast, Warmbrunner Straße 14, (heute: Sobieszów, Cieplicka 130), wo er seine künstlerische Tätigkeit aufnahm. Als Soldat nahm er am  Ersten Weltkrieg teil.
Im Jahr 1922 gründete er gemeinsam mit Arnold Busch, Franz von Jackowski, Alfred Nickisch und Cirillo Dell’Antonio die Vereinigung bildender Künstler St. Lukas im niederschlesischen Schreiberhau (Riesengebirge), die ihren Sitz in der Lukasmühle in Schreiberhau hatte.
An der ersten Ausstellung der Künstlervereinigung im Oktober 1922 in der Lukasmühle war er bereits beteiligt. Anlässlich seines 60. Geburtstages ehrte ihn der Künstlerverein mit einer Sonderausstellung. Die wichtigsten monografischen Ausstellungen des Künstlers fanden in Dresden, München, Schreiberhau und Breslau statt.
Er widmete sich in seinem Werk den Landschaften seiner schlesischen Heimat, die er subtil in einem poetischen Realismus abbildete. Seine Bilder vom Riesen- und Isergebirge wurden auch in Form von Kunstpostkarten vom Kunstverlag Max Leipelt (Warmbrunn) und dem Verlag Fritz Springer (Hirschberg-Cunnersdorf) herausgegeben.
Bekannt war er auch für seine Entwürfe von Exlibris.
Seine Tochter Irmingard Aust wurde ebenfalls Kunstmalerin, sie lebte nach der Aussiedlung aus Schlesien im Jahr 1946 seit 1952 in Worms.

## Ausstellungen
- 1910: Große Kunstausstellung, Berlin (Gruppenausstellung)
- 1922: Vereinigung bildender Künstler St. Lukas, Lukasmühle Schreiberhau
- 1926: Vereinigung bildender Künstler St. Lukas, Lukasmühle Schreiberhau (Einzelausstellung)
- 1931: Vereinigung bildender Künstler St. Lukas, im Hotel „Zum Zackenfall“ Schreiberhau
- 1935: Vereinigung bildender Künstler St. Lukas (Gedächtnisausstellung)
- 1987: Stiftung „Kulturwerk Schlesien“ in Würzburg: Kunst im Riesengebirge
- 1996: Haus Schlesien Königswinter – Graphische Arbeiten von Paul Aust (unter dem Titel „Im Riesengebirge!“)

## Werke (Auswahl)
- Kiesewald, 1918
- Groß Iser (Izera), Postkarte, um 1920
- Selbstporträt, um 1920, aquarellierte Bleistiftzeichnung, Schlesisches Museum zu Görlitz
- Die Lukasmühle in Schreiberhau, Grafik, 1928
- Groß Iser und die Koberhäuser am Koberwasser (Izera i domy na Kobylej Łące), Grafik, um 1930
- Hermsdorf mit dem Kynast, um 1930
- Hermsdorf mit den Schneegruben
- Harrachsdorf
- Brauerei in Giersdorf, Aquarell
- Am Wildzaun, Radierung
- Neuschnee im Isergebirge, Radierung
- Haus mit Eibe, Radierung